# Carroñero

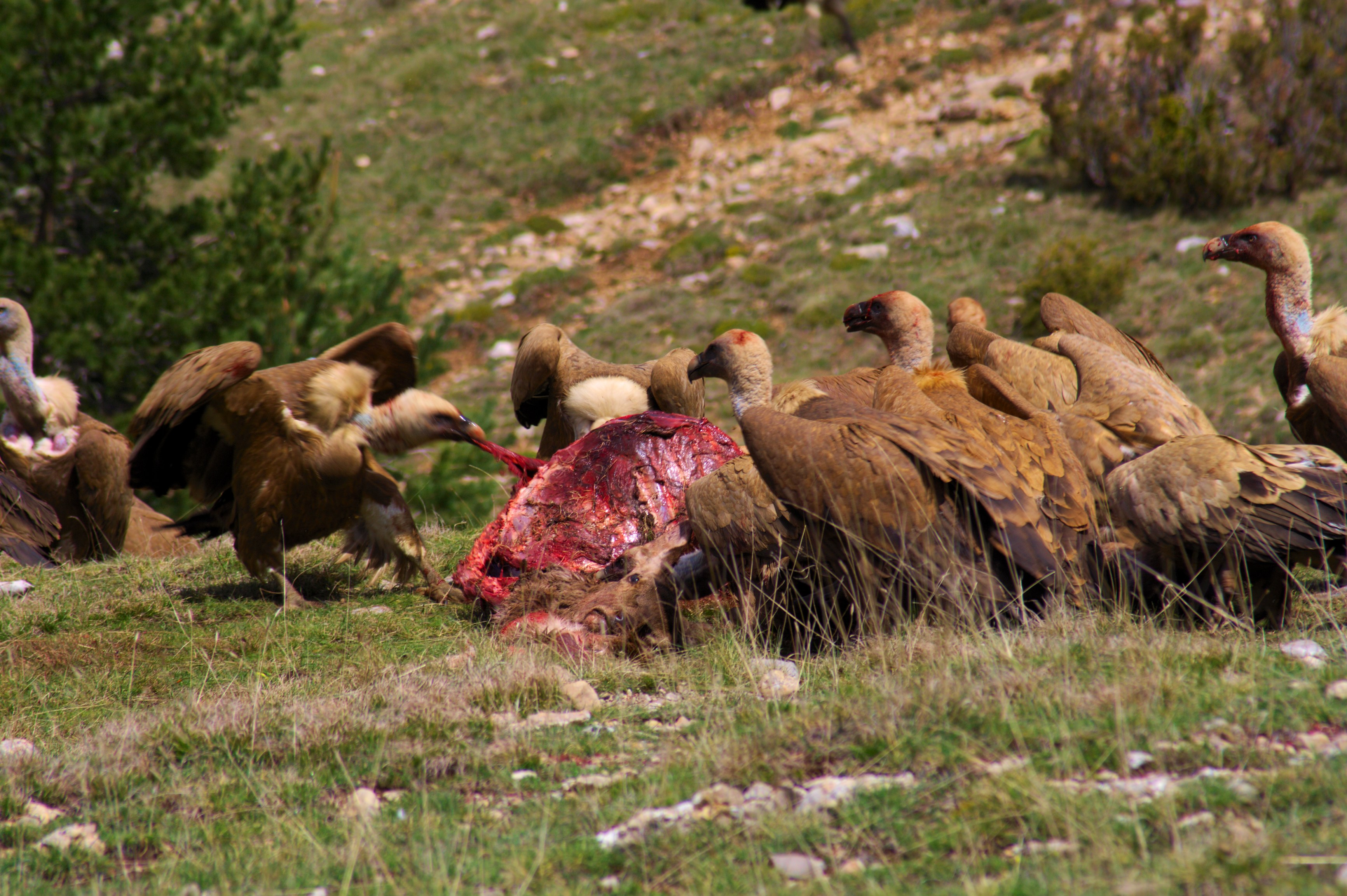
Gyps fulvus alimentándose de una cierva muerta.

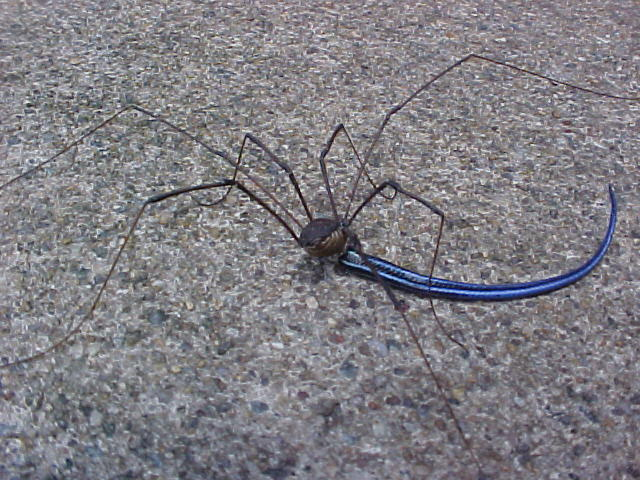
Opilión comiéndose la cola de un escíncido.

En zoología, un carroñero o necrófago es un animal que consume cadáveres de animales sin haber participado en su caza. Los carroñeros son útiles para el ecosistema al eliminar restos orgánicos y contribuir a su reciclaje. Los restos dejados por los carroñeros son después usados por los descomponedores.
Algunos carroñeros bien conocidos incluyen los buitres y mapaches. Entre los insectos están los escarabajos carroñeros, varias familias de moscas como Sarcophagidae y Muscidae, hormigas y avispas. Muchos carnívoros grandes que cazan regularmente se vuelven carroñeros cuando tienen oportunidad, tales como las hienas, los leones o incluso el ser humano.

## Coleópteros necrófagos
Los coleópteros son capaces de explotar una variedad enorme de productos orgánicos, y la carroña es uno de ellos. Sobre un cadáver, se da una sucesión ecológica, de manera que diversas especies se van instalando y son sustituidas por otras a medida que el cadáver va descomponiéndose. Así, los Staphylinidae y los Histeridae se instalan sobre el cadáver fresco; en realidad, se trata de especies depredadoras que se alimentan de las larvas de dípteros que empiezan a desarrollarse. Cuando la carne en descomposición se ha desecado un poco, acuden los Silphidae.